# 伊科特埃佩內
伊科特埃佩內（英語：Ikot Ekpene）是西非國家尼日利亞的城鎮，由阿夸伊博姆州負責管轄，位於該國東南部，面積125平方公里，是該地區的商業中心，貿易的農產品有棕櫚油、甘薯、木薯、芋頭、玉米等，2005年人口估計約225,000。
5°11′N 7°43′E / 5.183°N 7.717°E